# Глас Полога
„Глас Полога“ (на сръбски: Глас Полога, в превод Глас на Полога) е сръбски вестник, излизал в Тетово, Кралство Югославия, от 1933 година до януари 1941 година.

## История
Вестникът започва да излиза на 1 март (или април) 1933 година. Издател му е Кузман Найденовски, който го печата в частната си печатница „Ядран“. Пръв редактор на вестника е черногорецът Лука Войводич, преподавател в тетовската гимназия. След него редакцията е поета от Никола Вучелич, също черногорец, а след него начело на редакцията застава собственикът Найденовски. Във вестника пишат различни тетовски интелектуалци - Виктор Ачимович, Мио Попсерафимовски, Симо Петровски, Ристо Георгиевски, Винко Антич, Милица Бужан, Йосип Бужан, Ангелко Цувай, Тодор Скаловски, Ристо Кировски, Никола Гугучевски, Боро Йосифовски и други.
Във вестника се публикуват понякога и текстове на тетовски говор.
От вестника излизат 364 броя преди преустановяването му в 1939 година.